# Sara
 Ikke at forveksle med Sara-folket i Afrika.
Sara eller Sarah er et hebraisk pigenavn, der betyder "prinsesse", "fyrstinde" eller "dame". Navnet Sara kommer fra den bibelske person Sara, der er Abrahams hustru i Det Gamle Testamente og mor til Isak. I Nazi-Tyskland blev kvindelige jøder, der ikke havde  "typisk jødiske" fornavne tvunget til at tilføje "Sarah" til navnet fra januar 1939.
I Danmark bar i januar 2017 22.520 kvinder et af de to varianter af navnet; fordelingen er nogenlunde lige. Sara anvendes også som efternavn.

## Kendte personer med navnet
- Sarah, hertuginde af York, tidligere medlem af det engelske kongehus.
- Sara Bareilles, amerikansk sanger.
- Sarah Bernhardt, fransk skuespiller.
- Sara Blædel, dansk forfatter.
- Sarah Boberg, dansk skuespiller.
- Sarah, X-faktor vinder fra 2011.
- Sarah Glerup, dansk politiker.
- Sarah Gottlieb, dansk skuespiller.
- Sara Grabow, dansk sanger.
- Sarah Grünewald, dansk model, tv-vært og skuespiller.
- Sarah Michelle Gellar, amerikansk skuespiller.
- Sarah Miles, engelsk skuespiller.
- Sarah Palin, amerikansk politiker.
- Sarah Jessica Parker, amerikansk skuespiller.
- Sarah Juel Werner, dansk skuespiller.
- Sarah Vaughan, amerikansk sanger.

## Navnet anvendt i fiktion
- Sarah Lund er hovedpersonen i tv-serien Forbrydelsen og dens efterfølgere. Rollen spilles af Sofie Gråbøl.
- Åndssvage Sara er en kortfilm af Jon Bang Carlsen.
- Two Mules for Sister Sara er en amerikansk-mexicansk film af Don Siegel (dansk titel: Han kom, han så, han skød).
- Terminator: The Sarah Connor Chronicles er en amerikansk tv-serie. Sarah Connor er også en figur i Terminator-filmene.
- "Sara" er en sang på Bob Dylans album Desire.